# رژیم‌های بین‌المللی
رژیم‌های بین‌المللی (به انگلیسی: International regime) فرایندهایی بین‌المللی و مجموعه‌ای از قوانین هستند که گاهی، هنگامی که به‌طور رسمی ساماندهی شوند، بسیاری از آن‌ها می‌توانند به سازمان‌های بین‌دولتی تبدیل شوند. با این حال، آن‌ها بازیگر یا سازمان‌های غیردولتی نیستند. سازمان‌ها تنها رژیم‌ها را تنظیم و ترویج می‌کنند.

## پی‌نوشت‌ها
1. ↑  عسگر خانی، ابومحمد (۱۳۸۱) نظریه رژیم‌های بین‌الملل، مجله دانشکده حقوق و علوم سیاسی (دانشگاه تهران)، شماره ۵۷، پاییز ۱۳۸۱.